# Богданова, Юлия Алексеевна
Ю́лия Алексе́евна Богда́нова (род. 27 апреля 1964, Ленинград) — советская пловчиха (плавание брассом), чемпионка и двукратный призёр чемпионата мира 1978 года, бронзовый призёр Олимпийских игр в Москве 1980 года на дистанции 200 м брассом. Двукратная чемпионка и призёр чемпионата Европы 1977 года. Победительница розыгрыша Кубка Европы (1979). 6-кратная чемпионка СССР (1977—1980). Установила 2 мировых рекорда (1978). Заслуженный мастер спорта СССР (1977).

## Спортивная карьера
Тренер — Марина Амирова.
В 1977 году в возрасте 13 лет стала заслуженным мастером спорта СССР и на тот момент была самой юной спортсменкой СССР с таким званием.
Обладала уникальным стилем плаванья брассом. В 1977 году на двух конференциях тренеров по плаванью в ФРГ и США вопросам её техники плаванья было отведено более половины времени.
После Олимпийских игр в Москве, где 16-летняя Богданова стала третьей на дистанции 200 метров брассом (золото выиграла 17-летняя Лина Качюшите, а серебро — 15-летняя Светлана Варганова), она фактически завершила карьеру.
После завершения спортивной карьеры окончила ГДОИФК им. П. Ф. Лесгафта.

## Результаты

### Соревнования
предварительные заплывы
| Год  | Соревнование     | Город           | Дистанция                          | Дата                 | Результат   | Место           | Видео/Фото/ Кинограмма |
| ---- | ---------------- | --------------- | ---------------------------------- | -------------------- | ----------- | --------------- | ---------------------- |
| 1977 | Чемпионат Европы | Йёнчёпинг       | 100 м брасс                        | 14 августа[уточнить] | 1.11,89 PB  | I               |                        |
| 1977 | Чемпионат Европы | Йёнчёпинг       | 200 м брасс                        | 14 августа[уточнить] | 2.35,04     | I               |                        |
| 1977 | Чемпионат Европы | Йёнчёпинг       | эстафета 4×100 м (комбинированная) | 14 августа[уточнить] | 4.18,12 PB  | II              |                        |
| 1978 | Чемпионат мира   | Западный Берлин | 100 м брасс                        | 22 августа           | 1.10,31 WR* | I               |                        |
| 1978 | Чемпионат мира   | Западный Берлин | 200 м брасс                        | 24 августа           | 2.32,69     | II              |                        |
| 1978 | Чемпионат мира   | Западный Берлин | эстафета 4×100 м (комбинированная) | 20 августа           | 4.14,91     | III             |                        |
| 1980 | Олимпийские игры | Москва          | 100 м брасс                        | 24 июля              | 1.15,04     | 4 NQ (заплыв 3) |                        |
| 1980 | Олимпийские игры | Москва          | 200 м брасс                        | 23 июля              | 2.33,45     | 1 Q (заплыв 2)  |                        |
| 1980 | Олимпийские игры | Москва          | 200 м брасс                        | 23 июля              | 2.32,39     | III             |                        |

### Рекорды
| Дистанция                    | Время           | Город           | Дата            | Видео/Фото/ Кинограмма |
| Мировые рекорды              | Мировые рекорды | Мировые рекорды | Мировые рекорды | Мировые рекорды        |
| ---------------------------- | --------------- | --------------- | --------------- | ---------------------- |
| 100 м брассом (длинная вода) | 1.10,31         | Западный Берлин | 22 августа 1978 |                        |
| 200 м брассом (длинная вода) | 2.33,32         | Ленинград       | 7 апреля 1978   |                        |

### Комментарии
1. 1 2  Состав команды СССР: Елена Круглова, Юлия Богданова, Ирина Аксёнова, Лариса Царева
2. 1 2  Состав команды СССР: Кайре Индриксон[англ.], Юлия Богданова, Ольга Клевакина, Лариса Царева